# 贾妮·瓦格斯塔夫
贾妮·瓦格斯塔夫（英語：Janie Wagstaff，1974年7月22日—），美国女子游泳运动员。她曾代表美国参加1992年夏季奥林匹克运动会游泳比赛，获得女子4×100米混合泳接力金牌。